# Hipaci
|  | Per a altres significats, vegeu «Hipaci de Cilícia». |

Flavi Hipaci o Hipati (en llatí Flavius Hipatius) era el germà d'Eusèbia, muller de l'emperador Constanci II.
El seu pare, Flavi Eusebi havia estat cònsol. Ell mateix va ser nomenat cònsol l'any 359 juntament amb el seu germà Eusebi. El 374 Hipaci i el seu germà Eusebi van ser torturats, multats i desterrats per l'emperador Valent acusats d'aspirar a l'imperi, però quan l'acusació es va demostrar falsa, se'ls va fer retornar i el seu honor restablert. L'any 379 Hipaci va ser prefecte de la ciutat (praefectus urbis) a Roma, i el 382-383 prefecte del pretori probablement a Itàlia, un dels que va ocupar aquest càrrec de manera conjunta.
Era amic d'Ammià Marcel·lí, que parla d'Hipaci amb gran consideració. Possiblement era cristià, ja que Gregori de Nazianz li va escriure una carta.